# Шапкинский сельсовет (Тамбовская область)
Шапкинский сельсовет — сельское поселение в Мучкапском районе Тамбовской области Российской Федерации.
Административный центр — село Шапкино.

## История
Статус и границы сельского поселения установлены Законом Тамбовской области от 17 сентября 2004 года № 232-З «Об установлении границ и определении места нахождения представительных органов муниципальных образований в Тамбовской области».

## Население
| 2010  | 2012  | 2013  | 2014  | 2015  | 2016  | 2017  |
| ----- | ----- | ----- | ----- | ----- | ----- | ----- |
| 1815  | ↘1738 | ↘1693 | ↘1629 | ↘1596 | ↘1529 | ↘1481 |
| 2018  | 2019  | 2020  | 2021  |       |       |       |
| ↘1433 | ↘1375 | ↘1338 | ↘1136 |       |       |       |

## Состав сельского поселения
| № | Населённый пункт | Тип населённого пункта       | Население |
| - | ---------------- | ---------------------------- | --------- |
| 1 | Варварино        | село                         | 281       |
| 2 | Краснояровка     | село                         | 31        |
| 3 | Степанищево      | село                         | 22        |
| 4 | Шапкино          | село, административный центр | 1481      |

Упразднённые населённые пункты:
д. БАКЛУШИ (другое название: Баклуша) Шапкинского сельского Совета Мучкапского района упоминается в епархиальных сведениях 1911 г. (25 - дворов, мужчин -58, женщин - 67). По данным Список населенных мест Борисоглебского уезда Тамбовской губернии,1926: число хозяйств - 53, мужчин - 166, женщин - 176, всего - 342.  Решением исполкома областного Совета от 13 апреля 1983 г. № 129 исключена из перечня населенных пунктов области. Находилась в 20 км от сельского Совета.
п. ЛУЧ (другие названия: Красный Луч, Калешня, Колешня, Колюшня) Шапкинского сельского Совета Мучкапского района основан в 1923 г. В 1926 г.: число хозяйств - 60, мужчин - 172, женщин - 197, всего - 369. Решением исполкома областного Совета от 22 марта 1978 г. № 132 исключен из перечня населенных пунктов области. Находился в 9 км от сельского Совета.